# Таудаева, Сауле Жамановна
Сауле Жамановна Таудаева (каз. Сәуле Жаманқызы Таудаева; 8 марта 1958; село Тайпак, Акжаикский район, Западно-Казахстанская область, КазССР, СССР) — казахская певица, исполнительница казахских народных и традиционных песен. Заслуженная артистка Казахстана (1996).

## Биография
Родился 8 марта 1958 года в селе Тайпак Акжаикского района Западно-Казахстанской области.
После окончания средней школы трудовую деятельность начала заведующим автоклубом в районном Доме культуры.
В 1979 году поступила в Алматинское Республиканское училище циркового искусства эстрады на отделение народной песни, которое окончила в 1981 году. (класс народного артиста Казахской ССР Гарифуллы Курмангалиева).
В 1981 году по специальному направлению в фольклорно-этнографический оркестр «Отырар сазы» Алматинской государственной филармонии им. Жамбыла была принята певцом-термеши.
С 1982 года по настоящее время солистка Западно-Казахстанской областной филармонии им. Г. Курмангалиева.
С 1994 года преподаватель традиционных казахских песен и термов, песен Мухита, Гарифоллы в Уральском музыкальном колледже имени Курмангазы (г. Уральск).
С 2002 года преподаватель кафедры «традиционная песня» Западно-Казахстанского государственного университета (г. Уральск).

## Награды и звания
- Гран-при международного конкурса певцов им. Гарифоллы Курмангалиева (г. Актау, 1993);
- Заслуженная артистка Казахстана — за заслуги в развитии казахского песенного искусства. (10 декабря 1996 года);[2]
- Юбилейный медаль «100 лет Гарифолле Курмангалиеву» (2009);
- Медаль «25 лет независимости Республики Казахстан» (2016);
- Медаль «20 лет Астане» (2018);
- Орден «Курмет» (3 декабря 2020 года);[3][4]